# Lattingtown

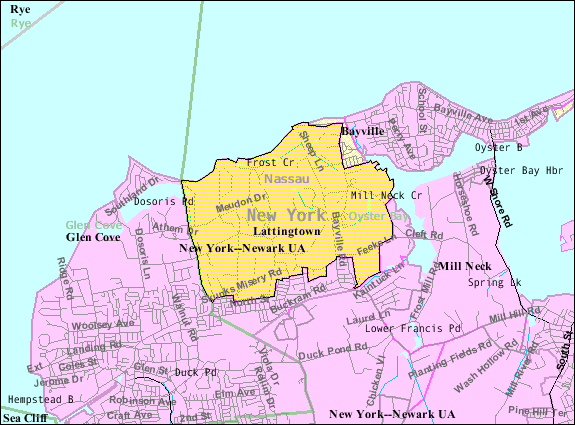
Lattingtown

Lattingtown est un village de la ville d'Oyster Bay, dans le comté de Nassau, dans l'État de New York.